# 西嶼鄉黃氏宗祠
西嶼鄉黃氏宗祠，是位於台灣澎湖縣西嶼鄉池西村的祠堂，於2010年9月2日登錄澎湖縣歷史建築。

## 歷史
23°35′54″N 119°30′17″E / 23.598458°N 119.504766°E
池西村位於西嶼，與池東村在戰前一直合稱「小池角」，即「在小池塘角落的聚落」之意，根據《重修臺灣省通志卷三住民志地名沿革篇》所記載：「西嶼鄉治在池西村為昔日之小池角，因島嶼西岸近海有一淡水池故得稱。」並在約於明永曆晚期年間開始吸引居民前移本地定居，其中包含原籍浯江、英坑的黃氏家族，並在乾隆年間創建黃氏宗祠。
日治時期，小池角黃姓宗祠於大正3年（1914年）進行重修工程，大正9年（1920年）完工，並在廟旁立碑「紫雲衍派紀念碑」以記此事始末，後在民國68年（1979年）6月，因配合社區建設而進行整修工程，並擴建廣場使周圍交通較為完善，黃姓宗祠至今依然作為黃家之返鄉祭祖使用，其裔孫大多據於小池角社下寮。

## 建築設計
黃氏宗祠為傳統格局宗祠，面積為388平方公尺，外貌為典型閩南四合院形式，以為雙進格局，第一進為三川殿，第二進則為正殿，此外正殿前設有軒亭，前埕則以西式圍牆與柱子其中楹架彩繪具有特色。室內特徵則是呈現作工細緻的民間藝術，目前該祠堂保存的石工彩繪保存完整，祠堂內保有黃氏家族相關歷史文物及牌匾，包括第六世石製香爐、第八世銅製香爐等，最著名的古物則為大正9年（1920年）設置的「莫不尊親」匾。